# Гошен (Коннектикут)
Гошен (англ. Goshen) — город в округе Литчфилд, штат Коннектикут, США. По переписи 2020 года население составляло 3150 человек. Город является частью региона планирования Нортуэст-Хилс.

## География
Гошен находится в центральной части округа Литчфилд и граничит на востоке с городом Торрингтон. По данным Бюро переписи населения США, город Гошен имеет общую площадь 45,2 квадратных миль (117,0 км), из которых 43,6 квадратных миль (113,0 км) занимают земли и 1,5 квадратных миль (4,0 км2), или 3,44%, занимают земли. вода. Большая часть государственного леса могавков расположена в городе. Аппалачская тропа раньше проходила через город, пока не была изменена на запад от реки Хусатоник.

## История
Город был основан в 1739 году, через год после начала заселения центра города. Сообщество было названо в честь земли Гесем в Древнем Египте. Конгрегациональная церковь была основана на следующий год. В XVIII веке Гошен был фермерским, а позже и процветающим деловым сообществом. Оружейники из города, такого как Медад-Хилс, производили оружие во время Североамериканского театра Семилетней войны и Войны за независимость США. Другие известные предприятия включают сырную фабрику Pine Apple и гончарную мастерскую Brooks.
Первая школа в Гошене была построена в 1753 году. Семинария для молодых женщин была основана в 1819 году. Академия Гошен была основана несколько лет спустя и стала уважаемой подготовительной школой в 19 веке.
Поселенцы из Гошена были первыми, кто заселил городок Хадсон в округе Саммит, штат Огайо, в Западном резервном районе Коннектикута.

## Знаменитые уроженцы
- Уильям Брюстер (1828—1869) — генерал Гражданской войны в США.

- Даниел Дикинсон (1800—1866) — сенатор США.

- Юнис Ньютон Фут (1819—1888) — учёная, изобретательница и борец за права женщин.

- Асаф Холл (1829—1907) — астроном, первооткрыватель спутников Марса.